# Adobe Flash Lite
Adobe Flash Lite – wersja Adobe Flash Player zoptymalizowana dla telefonów komórkowych i innych urządzeń przenośnych.
Flash Lite 1.1 obsługuje język programowania Flash 4 ActionScript.
Flash Lite 2.0, bazuje na Flash Player 7, który obsługuje bardziej zaawansowany język programowania – ActionScript 2.0.
Obie wersje są zgodne ze standardem W3C Standard SVG Tiny
(profil dla urządzeń przenośnych zgodny z rekomendacją SVG opracowaną przez konsorcjum W3C).
Przewagą Flash Lite 2.0 nad SVG jest możliwość obsługiwania dźwięków i elementów interaktywnych bez konieczności używania dodatkowych technologii takich jak JavaScript.
Wśród niedogodności można wspomnieć o tym że aplikacje Flash Lite nie mają możliwości komunikacji z Bluetoothem, podczerwienią oraz aparatem cyfrowym (najprawdopodobniej ze względów bezpieczeństwa danych i prywatności użytkownika).

## Historia
W 2006 roku firma Adobe dokończyła pracę nad Flash Lite po wykupieniu firmy Macromedia.
Flash Lite od kilku lat jest popularny w Japonii i Europie.
W USA stał się popularny 25 października 2006 r. za sprawą największego operatora sieci komórkowej Verizon Wireless, który zaczął oferować aplikacje napisane we Flash Lite milionom użytkowników.

## Pierwsze zastosowanie
- informacje zmieniające się w czasie rzeczywistym np. kanały pogodowe, informacje makroekonomiczne
- strumieniowe przesyłanie muzyki i dźwięków
- strumieniowe przesyłanie wideo
- gry sieciowe
- animowane wygaszacze

## Nowości w wersji Flash Lite 2.1
- dodano obsługę klasy XMLSocket
- zaimplementowano bezpośrednio edytowalne pola input text (w poprzednich wersjach używano pola dialogowego wbudowanego w urządzenie)
- dodano obsługę BREW – Binary Runtime Environment for Wireless